# Cedol Dafydd
Cedol Dafydd, född 4 oktober 2000, är en brittisk roddare.

## Karriär
Vid EM 2025 i Plovdiv tog Dafydd guld i scullerfyra tillsammans med Callum Dixon, Matt Haywood och Rory Harris.